# DJ QBert
DJ QBert (geb. oktober 1969) is de artiestennaam van Richard Quitevis, een Amerikaanse dj en muziekproducent. Deze naam is afkomstig uit het computerspel Q*bert. Hij wordt gezien als een van de pioniers van de turntablism-scene. Op zijn vijftiende begon hij met het draaien van vinylplaten in zijn woonplaats San Francisco. Hij liet zich beïnvloeden door de straatartiesten uit de hiphop-wereld in zijn stad van midden jaren tachtig.

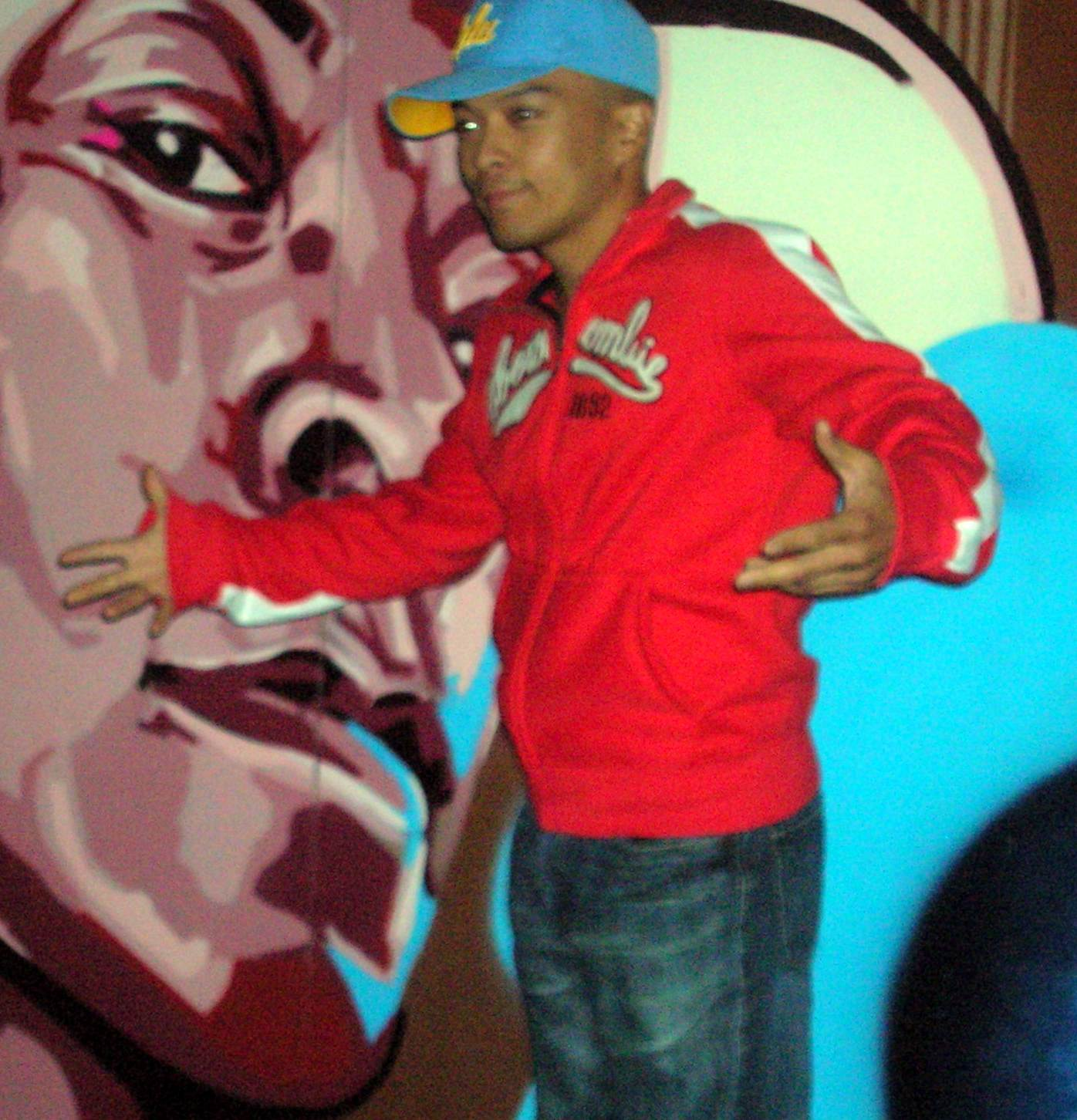
DJ QBert, 2006

In 1990 begon hij zijn muzikale loopbaan in een groep genaamd FM20, tezamen met Mix Master Mike en Apollo. Nadat Crazy Legs ze had zien optreden in New York, vroeg deze hun om zich ook bij de Rock Steady Crew aan te sluiten. Daarmee gingen ze akkoord en onder de naam de Rock Steady DJ's wonnen zij de Disco Mixing Club (DMC) wereld titel van 1992. Samen met dj's Disk en Shortkut richtte QBert in 1994 de Invisibl Skratch Piklz op. De samenstelling van deze groep veranderde verschillende keren tot zijn opheffing in 2001.
Vaak wordt hij foutief de maker van het eerste "scratch"-album in 1998 genoemd. Dit album - Wave Twisters genaamd - is voornamelijk gemaakt met samplers en drumcomputers, in samenspel met draaitafels. Drie jaar later werd er bij de muziek een animatiefilm gemaakt die dezelfde titel draagt. Het tekenen van deze film was ietwat ongewoon, aangezien de tekenaars beelden en actie moesten bedenken bij de reeds opgenomen muziek, terwijl dit normaal gesproken omgekeerd gebeurt.
QBerts platenlabel Dirtstyle Records is een van de voornaamste uit de turntablism-wereld. De platen die op dit label worden uitgebracht zijn niet bedoeld om op normale wijze af te spelen; ze bestaan enkel uit beatloops en korte geluids- en stemsamples, speciaal om mee te scratchen.
Zijn muziek is ook te horen in het videospel "Tony Hawk's Underground", waar hij tevens een karakter is in het Slam City Jam-level.

## Prijzen en optredens
- Winnaar DMC USA Champion 1991
- Winnaar DMC World Champion 1992
- Winnaar DMC World Champion 1993
- Winnaar DMC World Champion 1994
- Jurylid DMC 1995
- DMC DJ Hall of Fame (samen met Mix Master Mike)
- In de documentaire Hang the DJ
  - Cannes Film Festival, Frankrijk
- In Modulations
  - Sundance Festival, Colorado